# Lachlan Giles
Lachlan Sven McDonald Giles (Melbourne 17 de junho de 1986) é um competidor e treinador australiano de grappling e jiu-jitsu brasileiro (BJJ) faixa-preta. Ele é medalhista de bronze tanto no Campeonato Mundial de Submission da ADCC quanto no Campeonato Mundial Sem Kimono da IBJJF.

## Início da vida e educação
Lachlan Giles nasceu em 17 de junho de 1986, em Victoria, Austrália. Durante sua infância, era um grande fã dos filmes de artes marciais de Jet Li e começou treinando Kung Fu. Um ano após o início de seu treinamento, assistiu a uma fita do UFC 1, vencido por Royce Gracie. Após assistir ao evento, ficou convencido de que o BJJ era a melhor forma de autodefesa e, pouco tempo depois, ingressou em uma academia de BJJ para se dedicar exclusivamente à modalidade.
O primeiro professor de BJJ de Giles foi Tyrone Crosse, que o treinou do nível iniciante até a faixa-roxa. No entanto, Giles sofreu uma grave lesão no joelho e foi forçado a interromper os treinos por um ano. Quando retornou, a academia tinha um novo treinador, John Simon. Simon promoveu Giles à faixa-marrom e, em 2012, concedeu-lhe a faixa-preta.
Giles cursou a Universidade La Trobe, onde obteve o bacharelado em Fisioterapia em 2008 e o título de PhD em Fisioterapia em 2016.

## Carreira no grappling
Em 2015, Giles competiu no Eddie Bravo Invitational 5, conquistando o terceiro lugar após derrotar Nathan Orchard e Rani Yahya, antes de ser finalizado por Garry Tonon com um arm-lock.
Em 2017, Giles competiu no Campeonato Mundial Sem Kimono da IBJJF, onde conquistou o terceiro lugar após ser derrotado por AJ Agazarm por pontos na semifinal.
No ADCC World Championship de 2019, Giles derrotou Kaynan Duarte e Patrick Gaudio antes de ser finalizado por Gordon Ryan. Giles então venceu Mahamed Aly com uma chave de perna, conquistando a medalha de bronze na categoria absoluto. Sua conquista foi considerada notável, pois ele era significativamente menor que seus oponentes, a maioria oriundos das divisões pesadas, com cerca de 20 kg a mais que ele.
Em 2020, Giles publicou no Instagram que aqueles que conquistaram medalhas utilizando substâncias para melhora de desempenho deveriam renunciar a seus títulos. Gordon Ryan respondeu acusando Giles de uso de PEDs. Após trocas de acusações, Giles desafiou Ryan a apostar US$ 500.000 de seu próprio dinheiro contra apenas US$ 5.000 de Ryan, afirmando que passaria em um teste antidoping naquele momento. Ryan não respondeu ao desafio.
Giles também atua como professor de BJJ. Ele foi treinador do também australiano Craig Jones, a quem concedeu a faixa-preta em 2016. Atualmente, ele será o treinador principal da Equipe Australásia no Craig Jones Invitational 2 em 2025.

## Conquistas em competições de grappling
3º lugar no Campeonato Mundial de Submission da ADCC (2019)
3º lugar no Campeonato Mundial Sem Kimono da IBJJF (2019)
3º lugar no Eddie Bravo Invitational 5 (2015)
2º lugar no UAEJJF Grand Slam Abu Dhabi (2018)

## Linhagem de instrutores
Carlos Gracie → Hélio Gracie → Carlos Gracie Jr. → Jean Jacques Machado / Rigan Machado → John Will → John Simon → Lachlan Giles